# Zoutkruid
Zoutkruid (Bassia) is een geslacht van bloeiende planten uit de amarantenfamilie (Amaranthaceae). De soorten komen voor in de subtropische en gematigde delen van het noordelijk halfrond en in zuidelijk Afrika.
In Noord-Frankrijk en Noord-Duitsland kan Bassia laniflora aangetroffen worden.

## Ecologische aspecten
De soorten zijn waardplant voor Netria viridescens.

## Soorten
- Bassia aegyptiaca Turki, El Shayeb & F.Shehata
- Bassia aegyptiaca Turki, El Shayeb & F.Shehata
- Bassia alata (Bates) A.J.Scott
- Bassia angustifolia (Turcz.) Freitag & G.Kadereit
- Bassia arabica (Boiss.) Maire & Weiller
- Bassia dinteri (Botsch.) A.J.Scott
- Bassia eriophora (Schrad.) Asch.
- Bassia hyssopifolia (Pall.) Kuntze
- Bassia indica (Wight) A.J.Scott
- Bassia laniflora (S.G.Gmel.) A.J.Scott
- Bassia lasiantha Freitag & G.Kadereit
- Bassia monticola (Boiss.) Kuntze
- Bassia muricata (L.) Asch.
- Bassia odontoptera (Schrenk) Freitag & G.Kadereit
- Bassia pilosa (Fisch. & C.A.Mey.) Freitag & G.Kadereit
- Bassia prostrata (L.) Beck
- Bassia salsoloides (Fenzl) A.J.Scott
- Bassia scoparia (L.) A.J.Scott - Studentenkruid
- Bassia stellaris (Moq.) Bornm.
- Bassia tianschanica (Pavlov) Freitag & G.Kadereit
- Bassia tomentosa (Lowe) Maire & Weiller
- Bassia villosissima (Bong. & C.A.Mey.) Freitag & G.Kadereit

... · 
Achyranthes · 
Aerva ·
Alternanthera ·
Amaranthus (Amarant) · 
Atriplex (Melde) · 
Axyris · 
Bassia (Zoutkruid) · 
Beta (Biet) · 
Blitum (Spiesganzenvoet) · 
Celosia · 
Chenopodium (Ganzenvoet) · 
Corispermum (Vlieszaad) · 
Dysphania · 
Halimione (Zoutmelde) · 
Halocnemum · 
Halothamnus · 
Haloxylon · 
Kochia · 
Krascheninnikovia · 
Polycnemum (Knarkruid) · 
Patellifolia · 
Ptilotus · 
Pupalia ·
Salicornia (Zeekraal) · 
Salsola (Loogkruid) · 
Spinacia · 
Suaeda · 
Traganum · 
...